# Mestaruussarja 1945
Die Mestaruussarja 1945 war die 15. Spielzeit der finnische Fußballmeisterschaft seit deren Einführung im Jahre 1930. Sie wurde in zwei Gruppen zu je sechs Vereinen aufgeteilt. Gespielt wurde nur eine Runde.
Da Viipuri im Krieg an die Sowjetunion gefallen war, zog der Verein Sudet Viipuri nach Helsinki und nannte sich fortan Sudet Helsinki.

## Teilnehmende Mannschaften
| Verein                  | Ort       |
| ----------------------- | --------- |
| Helsingfors IFK         | Helsinki  |
| Sudet Helsinki Helsinki | Helsinki  |
| Vaasan PS               | Vaasa     |
| VPV Vaasa               | Vaasa     |
| IF Drott                | Jakobstad |
| Turku PS                | Turku     |

| Verein               | Ort         |
| -------------------- | ----------- |
| HJK Helsinki         | Helsinki    |
| Helsingin Palloseura | Helsinki    |
| Kronohagens IF       | Helsinki    |
| Vaasa IFK            | Vaasa       |
| Kuopion Pallotoverit | Kuopio      |
| Haka Valkeakoski     | Valkeakoski |

## Abschlusstabellen

### Gruppe A
| Pl. | Verein          | Sp. | S | U | N | Tore    | Diff. | Punkte |
| --- | --------------- | --- | - | - | - | ------- | ----- | ------ |
| 1.  | Turku PS        | 5   | 4 | 0 | 1 | 014:500 | +9    | 08:20  |
| 2.  | Sudet Helsinki  | 5   | 3 | 1 | 1 | 008:500 | +3    | 07:30  |
| 3.  | Vaasan PS       | 5   | 3 | 0 | 2 | 006:500 | +1    | 06:40  |
| 4.  | IF Drott (N)    | 5   | 2 | 1 | 2 | 011:140 | −3    | 05:50  |
| 5.  | Helsingfors IFK | 5   | 1 | 2 | 2 | 011:800 | +3    | 04:60  |
| 6.  | VPV Vaasa (N)   | 5   | 0 | 0 | 5 | 004:170 | −13   | 0:10   |

| (N) | Neuaufsteiger |

### Gruppe B
| Pl. | Verein                   | Sp. | S | U | N | Tore    | Diff. | Punkte |
| --- | ------------------------ | --- | - | - | - | ------- | ----- | ------ |
| 1.  | Vaasa IFK (M)            | 5   | 4 | 0 | 1 | 014:400 | +10   | 08:20  |
| 2.  | Kuopion Pallotoverit     | 5   | 1 | 3 | 1 | 012:800 | +4    | 05:50  |
| 3.  | Helsingin Palloseura (N) | 5   | 2 | 1 | 2 | 005:500 | ±0    | 05:50  |
| 4.  | Kronohagens IF           | 5   | 2 | 1 | 2 | 009:100 | −1    | 05:50  |
| 5.  | HJK Helsinki             | 5   | 2 | 1 | 2 | 011:130 | −2    | 05:50  |
| 6.  | Haka Valkeakoski (N)     | 5   | 1 | 0 | 4 | 004:150 | −11   | 02:80  |

| (M) | amtierender Meister |
| (N) | Neuaufsteiger       |

## Kreuztabelle
| Gruppe A        | TPS | SUD | VPS | IFD | HIF | VPV |
| Turku PS        |     | 1:2 | 2:0 | 5:1 | 2:0 | 4:2 |
| Sudet Helsinki  | –   |     | 2:1 | 1:2 | 1:1 | 2:0 |
| Vaasan PS       | –   | –   |     | 2:1 | 1:0 | 2:0 |
| IF Drott        | –   | –   | –   |     | 4:4 | 3:2 |
| Helsingfors IFK | –   | –   | –   | –   |     | 6:0 |
| VPV Vaasa       | –   | –   | –   | –   | –   |     |

| Gruppe B             | VIF | KPT | HPS | KIF | HJK | HVK |
| Vaasa IFK            |     | 2:0 | 1:0 | 1:3 | 6:1 | 4:0 |
| Kuopion Pallotoverit | –   |     | 0:0 | 3:3 | 2:2 | 7:1 |
| Helsingin Palloseura | –   | –   |     | 3:1 | 1:3 | 1:0 |
| Kronohagens IF       | –   | –   | –   |     | 1:3 | 1:0 |
| HJK Helsinki         | –   | –   | –   | –   |     | 2:3 |
| Haka Valkeakoski     | –   | –   | –   | –   | –   |     |

## Meisterfinale
|          | Ergebnis  |           |
| -------- | --------- | --------- |
| Turku PS | 2:1 n. V. | Vaasa IFK |